# ウィル・アイ・アム
ウィル・アイ・アム（will.i.am、本名：William James Adams, Jr.、1975年3月15日 - ）は、アメリカ合衆国のラッパー、ソングライター、DJ、音楽プロデューサー。ヒップホップグループブラック・アイド・ピーズのメンバー。

## プロフィール
カリフォルニア州ロサンゼルス出身。ブラック・アイド・ピーズのブレイン的存在。殆どの楽曲をウィルが作っており、また、NASやセルジオ・メンデスやアース・ウィンド・アンド・ファイアー、マイケル・ジャクソン、U2など大物との楽曲製作にも携わったり、音楽プロデューサーとしても活躍している。
ソロアルバムを3枚リリースしている。アフリカン・アメリカンのファッションリーダー的存在でもあり、ウィル自身のアパレル・ライン“アイ・アム・クロージング”を立ち上げている。彼はKRS-ONEといったコアなヒップホップを好み、ウィルのソロではそのような指向が見られる。
バラク・オバマ上院議員の演説にインスパイアされ「Yes We Can」を2008年1月に、「We Are the Ones」を同年2月に発表。
『X-メン』のスピン・オフ作品である『ウルヴァリン:X-MEN ZERO』で、映画初出演を果たす。
また、自身がADHDである事を公言している。

## ディスコグラフィ

### ソロアルバム
- 『ロスト・チェンジ』（2001年）
- 『マスト・B・21』（2003年）
- 『ソングス・アバウト・ガールズ』（2007年）
- 『＃ウィル パワー』 （2013年）

### オリジナル・アルバム
- ビハインド・ザ・フロント - Behind the Front （1998年）
- ブリッジング・ザ・ギャップ - Bridging the Gap （2000年）
- エレファンク - Elephunk （2003年）
- モンキー・ビジネス - Monkey Business （2005年）

### リミックス・アルバム
- リネゴシエイションズ - RENEGOTIATIONS THE REMIXIES （2006年）

### コンピレーション・アルバム
- ブラック・アイド・ピーズ・ファミリー・ベスト (ベスト・プロダクションズ・バイ・ウィル・アイ・アム)（2008年）
日本限定リリース

## 受賞歴・記録
ウィル・アイ・アムは過去にグラミー賞を７度受賞したことがある。

### ブラック・アイド・ピーズ／グラミー賞受賞歴
| 部門                                       | 曲 / アルバム / ビデオ      | 年   | 結果       |
| ------------------------------------------ | --------------------------- | ---- | ---------- |
| 年間最優秀レコード賞                       | "Where is the Love?"        | 2004 | ノミネート |
| 最優秀ラップ・コラボレーション賞           | "Where is the Love?"        | 2004 | ノミネート |
| 年間最優秀レコード賞                       | "Let's Get It Started"      | 2005 | ノミネート |
| 最優秀ラップ・デュオ／グループ賞           | "Let's Get It Started"      | 2005 | 受賞       |
| 最優秀ラップ・ソング賞                     | "Let's Get It Started"      | 2005 | ノミネート |
| 最優秀ラップ・デュオ／グループ賞           | "Don't Phunk with My Heart" | 2006 | 受賞       |
| 最優秀ラップ・ソング賞                     | "Don't Phunk with My Heart" | 2006 | ノミネート |
| 最優秀ポップ・デュオ／グループ賞           | "Don't Lie"                 | 2006 | ノミネート |
| 最優秀ポップ・ヴォーカル・コラボレーション | "Gone Going"                | 2006 | ノミネート |
| 最優秀ポップ・デュオ／グループ賞           | "My Humps"                  | 2007 | 受賞       |
| 最優秀アルバム賞                           | "The E.N.D."                | 2010 | ノミネート |
| 最優秀ポップ・ボーカル・アルバム賞         | "The E.N.D."                | 2010 | 受賞       |
| 年間最優秀レコード賞                       | "I Gotta Feeling"           | 2010 | ノミネート |
| 最優秀ポップ・デュオ／グループ賞           | "I Gotta Feeling"           | 2010 | 受賞       |
| 最優秀ダンス・レコーディング賞             | "Boom Boom Pow"             | 2010 | ノミネート |
| 最優秀短編ミュージックビデオ賞             | "Boom Boom Pow"             | 2010 | 受賞       |

### ウィル・アイ・アム（ソロ）
| 年   | 賞             | カテゴリー                         | 楽曲                                           | 結果 |
| ---- | -------------- | ---------------------------------- | ---------------------------------------------- | ---- |
| 2008 | グラミー賞     | Best Urban/Alternative Performance | BE OK（Chrisette Michele Featuring will.i.am） | 受賞 |
| 2009 | BMI Pop Awards | ソングライター賞                   | クラムジー CLUMSY                              | 受賞 |